# Hinterer Seelenkogel
Der Hintere Seelenkogel ist nach der benachbarten Hochwilde mit einer Höhe von 3470 m ü. A. der zweithöchste Gipfel im Gurgler Kamm in den Ötztaler Alpen. Im nach Norden ziehenden Kamm sind der Mittlere (3424 m) und der Vordere Seelenkogel (3286 m) vorgelagert. Über den Gipfel verläuft die österreichisch-italienische Staatsgrenze, die zur Südtiroler Seite abfallenden Flanken sind im Naturpark Texelgruppe unter Schutz gestellt.
Der Name kommt von den kleinen Seen ("See-len"), die sich auf der nordwestlichen Seite der Seelenkögel befinden.
Der einfachste Anstieg führt auf der Südtiroler Seite von Pfelders über die Zwickauer Hütte und den Ostgrat. Dieser Anstieg ist gletscherfrei, der Ostgrat erfordert jedoch Trittsicherheit (L+).